# Avenida Costanera (Huasco)
El paseo avenida Costanera o simplemente Costanera, es una vía y peatonal que recorre todo el borde costero de Huasco, uniendo el Muelle Fiscal con la playa Grande. Fue construido en agosto de 2004 con un costo de 853.416.000 CLP.
Este amplio espacio cuenta con estacionamientos, puestos artesanales, zonas de esparcimiento, descanso, pícnic y un amplio anfiteatro público, en el cual se presentan actos de entretención a la comunidad, como el Festival del Velero.